# Jägerkaserne (Trier-Nord)

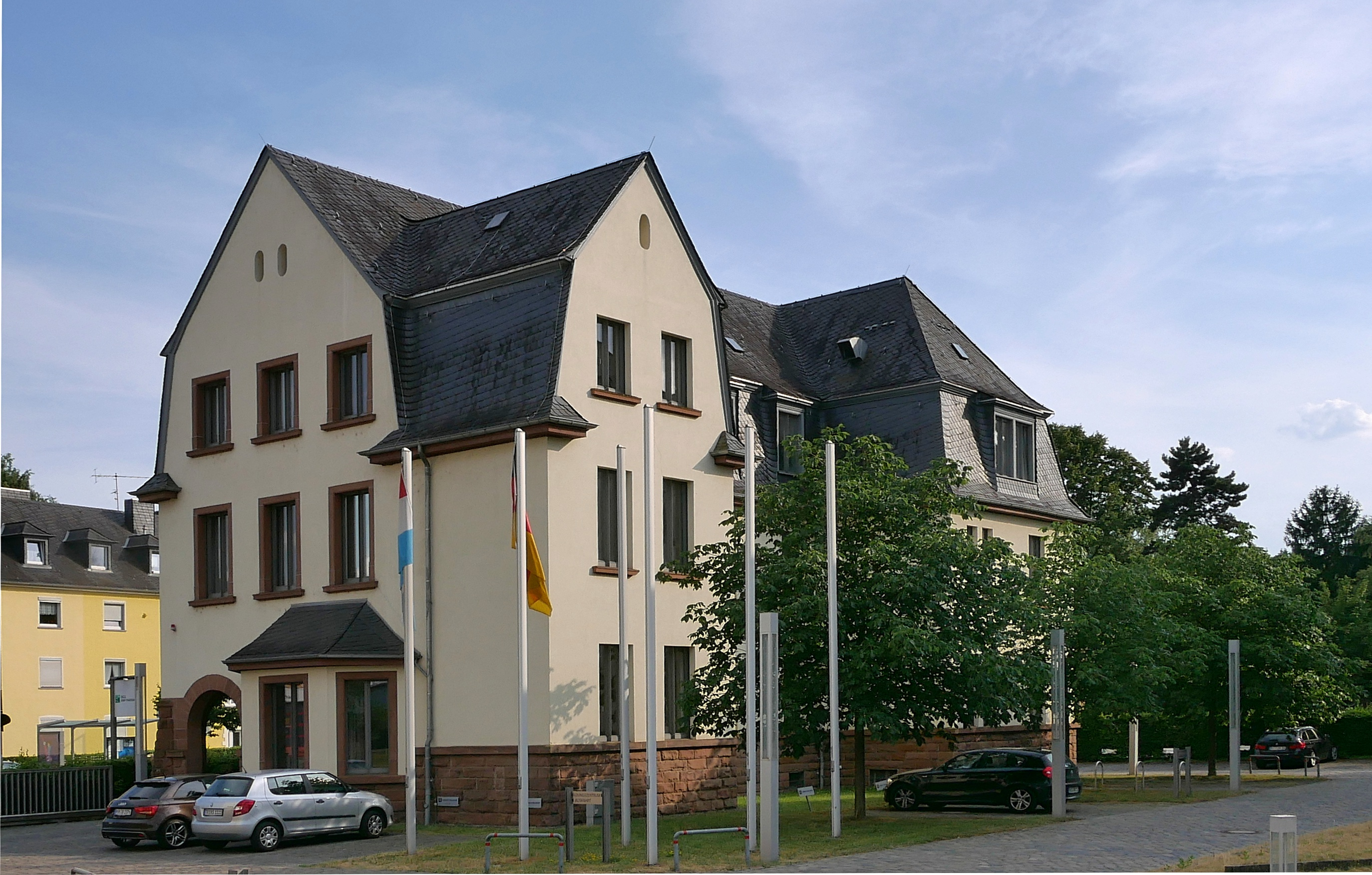
Herzogenbuscher Straße 10, heute Bankgebäude

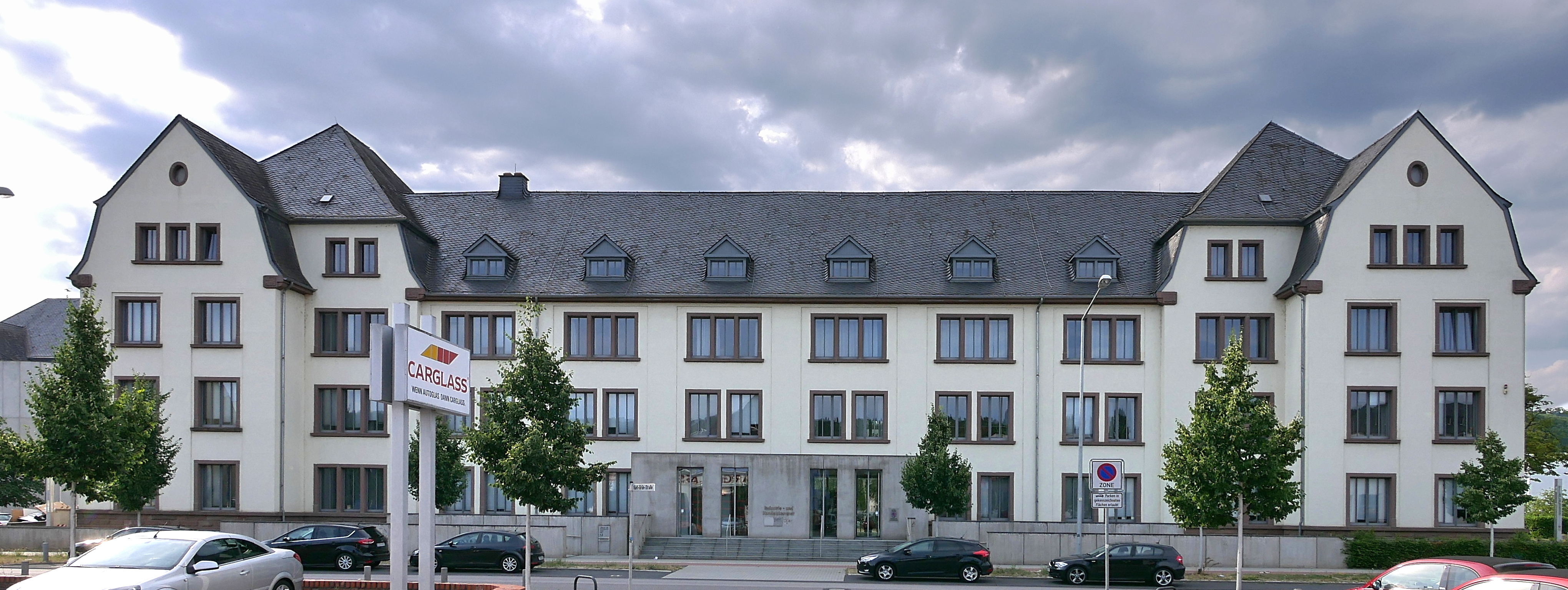
Herzogenbuscher Straße 12, heute IHK Trier

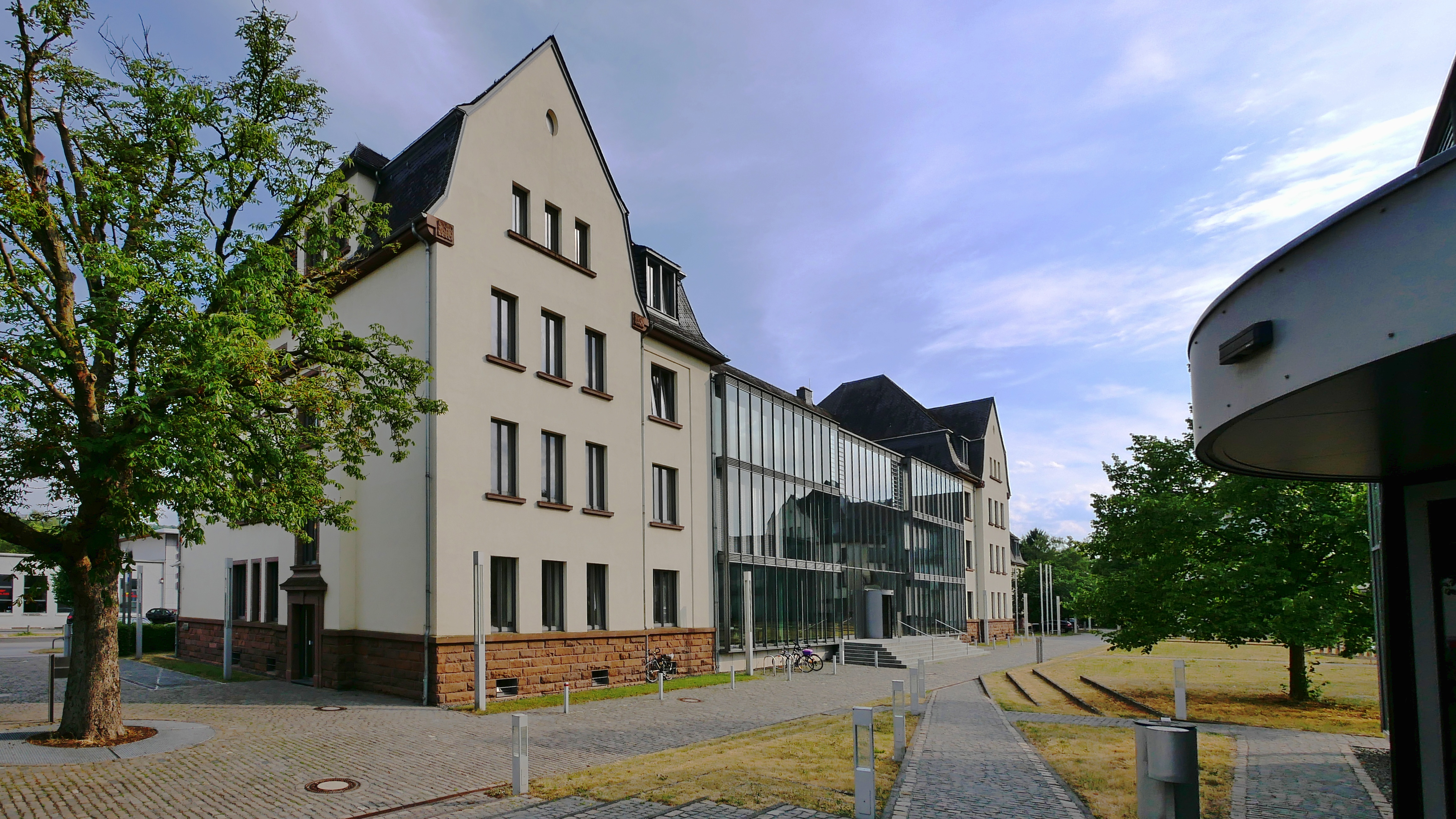
Herzogenbuscher Straße 12, heute IHK Trier

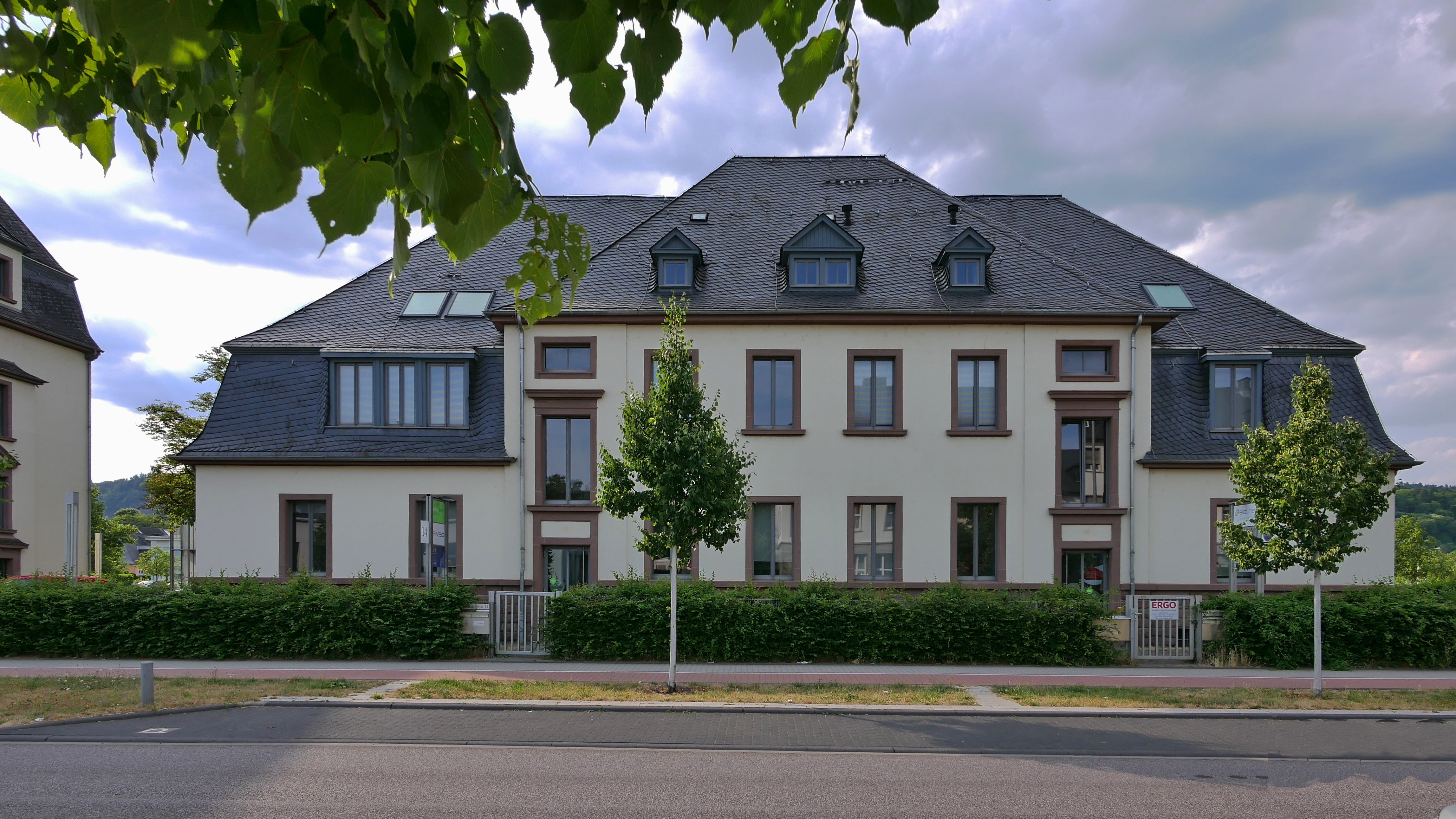
Herzogenbuscher Straße 14, heute Bürogebäude

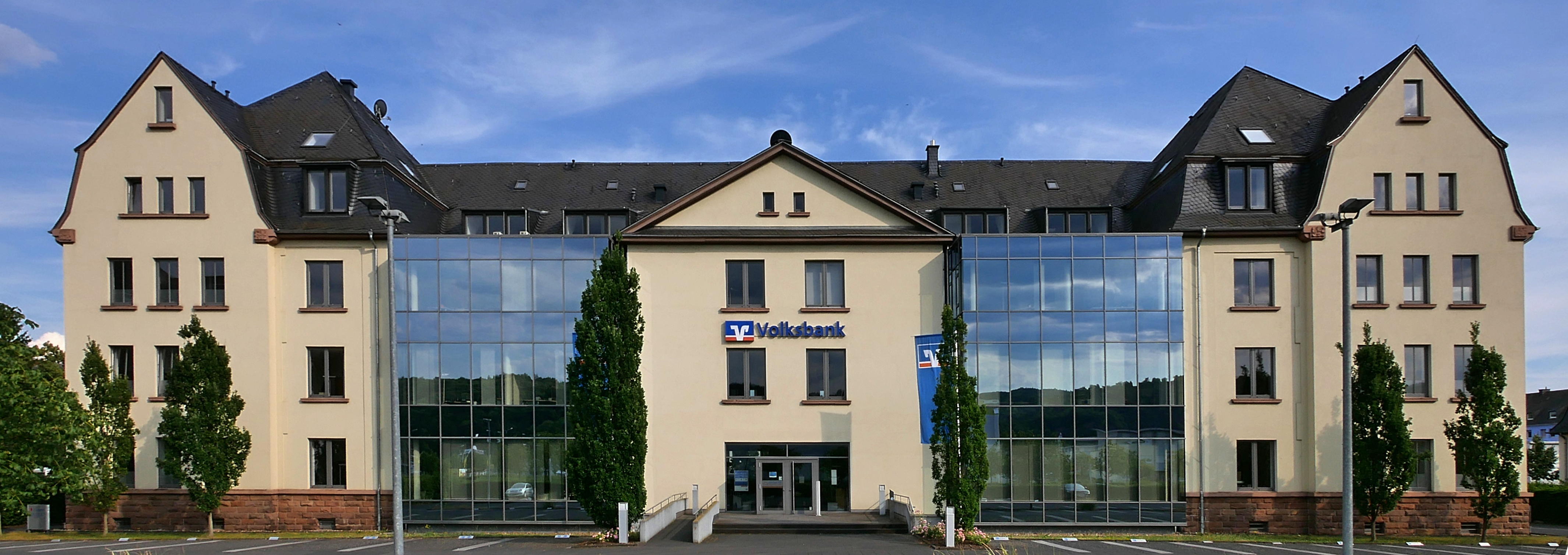
Herzogenbuscher Straße 16, heute Volksbank Trier Eifel eG

Die Jägerkaserne war eine Kaserne in Trier, Rheinland-Pfalz in der Herzogenbuscher Straße. Sie wurde in den 1910ern für das Jäger-Regiment zu Pferde Nr. 7 erbaut und erhielt nach ihrer Fertigstellung im Jahr 1913 den Namen „Jägerkaserne“. Die Kaserne ist in Trier hauptsächlich unter ihrem späteren Namen „Quartier Castelforte“ bekannt und ist nicht zu verwechseln mit der Jägerkaserne (Trier-West). Bei der ehemaligen Jägerkaserne handelt es sich um eine Denkmalzone und ist im örtlichen Denkmalverzeichnis eingetragen.

## Geschichte
Von 1919 bis 1930 war die Kaserne von den Franzosen belegt und erhielt den Namen: „Quartier de l´Yser“. Zeitweise lag dort das 6e régiment de cuirassiers.
Am 18. Februar 1933 wurde im ehemaligen Kammer- und Fahrzeuggebäude der Sender Trier eröffnet. Damit vollzog sich der Anschluss der Stadt an das deutsche Rundfunknetz. Zum Betrieb waren zwei hölzerne Masten von je 60 m erforderlich, die ein Jahr später ein 106 m hoher Holzmast ersetzte. Der Sender wurde am 30. September 1936 demontiert und nach Koblenz verbracht.
Ab Sommer 1933 wandelte man entlang der beiden heutigen Straßenzüge Am Sender und An der Hospitalsmühle die dort befindlichen, inzwischen verwendungslosen Gebäude der Jägerkaserne (u. a. Pferdeställe) in Wohnhäuser um, in der Absicht, sie an Privatleute zu veräußern. Damals war noch nicht absehbar, dass viele der künftigen Bewohner verheiratete Offiziere und Portepeeunteroffiziere der Wehrmacht mit ihren Familien sein würden, die ab der Rheinlandbesetzung (1936) in den seitdem wieder genutzten umliegenden Kasernen dienen sollten.
Nach Übernahme der ehemaligen „Jägerkaserne“ durch die Wehrmacht, änderte sich deren Name in „Neue Goeben-Kaserne“ (obwohl keine „alte“ Goeben-Kaserne in Trier existierte). In diese rückte das I. Bataillon des Infanterie-Regiments 105 („Die 105er“) ein. Das II. Bataillon lag unweit, in der „Neuen Hornkaserne“, nahe des Verteilerkreises (die „alte“ Hornkaserne war in Trier-West/Pallien). Das III. Bataillon der „105er“ stand in Wittlich.
Nach dem Zweiten Weltkrieg besetzten am 11. Juli 1947 die Franzosen die Kaserne erneut und hießen sie nun „Quartier Castelforte“. Das „1ere Regiment Commandement et de Soutien“ (1° RCS, Führungsunterstützungsregiment) nutze die Kaserne bis zum 23. März 1992. Das Regiment verabschiedete sich mit einer großen Parade auf dem Kasernengelände und löste sich dann bis zum Juli 1992 auf. 
Das 15 ha große Kasernengelände wurde zum Konversionsgelände. Heute befindet sich dort ein großer Möbelmarkt, eine Baumarktkette, ein Business-Service T-Punkt der Deutschen Telekom und andere kleinere Gewerbe. Ein siebenteiliges Gebäudeensemble der Kaserne, bestehend aus zwei- und dreigeschossigen Walmdachbauten in barockisierendem Heimatstil, sind erhalten geblieben (Herzogenbuscher Straße 10, 12, 14, 16, 18, Cläre-Prem-Straße 1, 3). Diese gelten als Denkmalzone, die übrigen Gebäude riss man ab. 1999 verlagerte die IHK Trier ihren Sitz vom Kornmarkt in die Gebäude der ehemaligen Kaserne ebenso wie die Volksbank Trier Eifel eG.